# Ainerigone
Ainerigone là một chi nhện trong họ Linyphiidae.